# 查尔斯·史密斯 (1965年)
查尔斯·丹尼尔·史密斯（英語：Charles Daniel Smith，1965年7月16日—），美国男子篮球运动员。他曾代表美国获得1988年夏季奥运会篮球比赛男子铜牌。他也曾在1986年世界篮球锦标赛上获得冠军。